# Znamenite riječke građevine
Rijeka - Fjume, grad specifične prošlosti koju karakterizuje prevashodno novovekovna stalna težnja njenih građana za autonomnim statusom svoga grada u odnosnu na susedne "matične zemlje", od 1659. kada je stekla status habsburškog slobodnog grada, a naročito sa statusom Korpusa separatuma ugarske krune 1779. započinjen ubrzani razvoj Rijeke u snažan saobračajni, trgovački i industrijski centar pa je arhitektonsko nasleđe najzastupajnije iz XIX veka sa tipičnim historicističkim stilom bečkog i budipeštanskog kruga, aii i sa snažnim uticajem itaijanskog graditeljskog nasleđa, te sa početka XX. veka sa bogatom secesijskom arhitekturom. Kao i u Trstu, taj spoj tradicionalne mediteranske i kontinentalne arhitekture, urodio je specifičnim izgledom ta dva susjedna grada.

## Star grad
Ostaci antičke Rijeke → Тarsatika
Stari grad (fijumanski Zitavecia [citaveča]) je istorijska jezgra antičke i srednjovekovne Rijeke koja obuhvata područje od Mrtvog kanala (stari tok Rječine) na istoku do Trga Republike (Pjaca Dante) i Poštanske kontrade (Ul. F. Supila) na zapadu. Prema jugu omeđuje ga Kontrada Rov (Contrada del Fosso), nazvan tako po rovu ispod zidina i stari Korzo na prostoru nekadašnje morske obale, a prema severu do Ul. Žrtava fašizma (Via del Castello ili Via Roma). Rijeka je do pred kraj XVIII. v. bila opasana bedemima i kulama, unutar kojih se odvijao celokupni javni, kulturni i privredni gradski život
Iako je u IX. veku došlo do prekida kontinuiteta života (nakon rušenja i spaljivanja antičke i ranosrednjovekovne Tarsatke 800. g. od strane Franaka) i do XII. veka (1146.), kada se spominje mesto, ali pod nazivom Flumen, nemamo nikakvih istorijskih podataka, obnovljeni grad prati antičku tradiciju rasporeda uskih ulica (kala) sa glavnim središnjim ulicama rimskih naselja koje su završavale sa 4 kapije u bedemima, dekumanuma u smeru istok-zapad (Užarska kala) i karda (jug-sever) Gradski toranj - kapija iza zvonika sv. Vida.
Nakon rata stari grad je uvelike devastiran sa mnogim novogradnjama. Budućnost gradske jezgre idućih desetleća odrediće ideje i zamisli istaknutih arhitekata, poput Igora Emilija (1927.-1987.), te velikog preduzeća Građevno-projektni zavod Rijeka, u okviru čije delatnosti nastaju gotovo sve intervencije u središtu Rijeke. Izradom nedovoljno promišljenih urbanističkih studija, željelo se dati legitimitet novoj izgradnji i interpolacijama koje će od šezdesetih do osamdesetih godina uzeti maha, te uz blagoslov Regionalnog zavoda za zaštitu spomenika kulture, gotovo potpuno uništiti istorijso središte Rijeke. Studije su rađene manje zbog dokumentovanja stanja i istraživanja istorijske supstance grada kako bi se ona obnovila i revitalizirala, a više kao podloga za projektiranje novih zgrada koje će nastati neovisno od urbanističkog konteksta. Istorijske građevine, naročito skromnije zidane građanske kuće kakvima je obilovao Stari grad, jednostavno nisu smatrane dovoljno vrednima da se obnove u izgledu u kakvom su zatečene. Ne uvažavajući istorijsku i mediteransku ambijentalnu važnost, kao šta je to učinjeno u Trstu, Emili i njegovi saradnici su u nizu tekstova isticali kako „Stari grad ne smije postati muzej“, te da rušenje starih zgrada koje „nisu izrazite spomeničke vrijednosti“, zbog svoje „naivnosti likovnog izraza i po organičnom rješavanju funkcije“ postaju „spomenici poštenju (!), prema porijeklu, samome sebi i dubokom shvaćanju vlastitih potreba i mogućnosti.“ „Ljudi tih kuća“, drže Emili nadalje, „nisu bili niti Pitti, ni Strozzi, ni Ruccelai, nisu ih gradili ni Brunneleschi, ni Bramante, ni Michelangelo.“.  Sukladno tome, Emili u takvim sredinama vidi veliki prostor za slobodu u projektovanju.
Emili ostaje jedan od pionira hrvatske postmoderne, koja je upravo kroz dva velika projekta realizirana u riječkom Starom gradu. palate Jugobanke (1973.-76.) te Privredne banke Zagreb (1976.-79. i aneks 1978.-85.) omeđujući južni potez Šporerove ulice te trg ispred Kosog tornja, upotpunile su dotad slabo definiran prostor. Dinamiziranjem fasade različitih materijala i oblika izbegnut je dojam glomaznosti, ali su dve spojene zgrade, premrežene mrtvim kutevima i prolazima koji nikud ne vode, stvorile izrazitu nekoherentnost prostora. Masivne betonske arkade koje se „referiraju“ na istorijske uzore, pozicionisane su poput skulptura usred dvorišta, te se doimaju gotovo kao ruganje istorijskom nasleđu, čime je postmodernistička groteska dovedena do vrhunca..
Izvršena iskapanja nam govore da područje Užarske kale obiluje arheološkim nalazima rimske Tarsaticae. Kuće smeštene na nekadašnjem decumanusu bile su namenjene stanovanju aristokratskog društvenog sloja čemu svjedoče bogate završne obrade podova i ostaci amfora, keramike i novčići iz I i II veka

### Gradski stendard
Reljef sv. Vida na stendardu
Riječki je stup značajno svedočanstvo političko-pravne istorije Rijeke. Prema pisanju Giovannija Koblera antiċki je stup korišten kao srednjovekovni gradski stendard u koji je uklesana 1509. godina. Posebnom pravnom formulom 1508. godine car Maksimilijan zagarantovao slobode i privilegije što ih je grad dobio od prethodnih gospodara, grofova Devinskih i Walsee. Izlazak Habsburgovaca na more izazvao je 1508. sukob sa Mletačkom Republikom, u kojem je Rijeka 2. oktobra 1509. godine spaljena, opljačkana i poharana. 
Kao uspomena na osobitu vernost Rijeke caru, te na 1508. godinu, uklesana je 1509. godina u antički stup sa uklesanim reljefnim prikazom sv. Vida, patrona Rijeke, koji drži model grada u ruci, dok je na drugoj strani stupa uklesan tekst garancije. treći epigraf nosi 1766. g. kada je na stup uklesan reljef sa carskim i gradskim amblemima. Stendard se nalazio na trgu ispred starog municpija, a nakon nasipavanja mora isped gradskih zidina, stup je premešten na trg ispred gradskog tornja, a kasnije je premešten isped gradskog muzeja. Nakon šta je dugo godina posle rata bio zabačen na Gomilicii u Starom Gradu, kada ga se prikazivalo kao navodni stup srama, konačno je nađeno njegovo adekvatnije mesto na trgu ispred Municipja.
Kraj stupa je postavljano koplje na kome su se smenjivale zastave, austrijska crveno-bela sa riječkim grbom u sredini, pa mađarska i hrvatska trobojnica sa riječkim grbom, dok se Riječan nisu izborli za svoju zastavu kao simbl autonomije.

### Duomo i Kosi toranj
Crkva Uznesenja Marije,(ital. Santa Mara Assunta) zvana Duomo ili Zborna crkva smeštena je na istočnom kraju Starog grada na početku Užarske kale (Cale dei Canapini), nekad glavne prometnice u Starom gradu (Zitavecia). Crkva je prvotno izgrađena na ruševinama rimskih termi i ranokršćanske bazilike verovatno u XIV. veku. Majstor Jure iz Trogira obnovio je 1442. postojeću trobrodnu baziliku i povisio joj glavnu lađu, a od 1444. spominje se kao parohijalna crkkva.. Crkva je popravljena i nakon mletačkog razaranja Rijeke 1509. godine o čemu svedoči 1516. g. na rozeti glavne fasade..Ponovno je temeljito obnovljena 1695. godine, a između 1716. i 1726. obitelj Orlando, kranjski plemići i riječki patriciji, dograđuju prostrano svetište usred kojega je njihova grobnica. Manja obnova je izvršena 1755. nakon zemljotresa u novembru i decembru 1750..
Glavni oltar je djelo Mislejeve ljubljanske radionice, a četiri kipa svetih Simona, Ane, Margarete i Antona djela su uglednog padovanskog skulptora Jacopa Contiera. Strop svetišta ukrašen je kvalitetnim baroknim štukaturama. U osam bočnih kapela smešteni su višebojni mramorni oltari, koje su izradili barokni kipari Pasquale Lazzarini, Antonio Michelazzi i Sebastiano Petruzzi u XVIII. veku. Oltarne pale djela su slikara Ivana Frane Gladiha (Predaja ključeva, 1640.), Valentina Metzingera (sv. Filip Nerej, 1753, sv. Anton, 1750.), a riječki slikar Ivan Simonetti kopirao je u XIX. vekuu Tizianova djela "Uznesenje" za glavni oltar i "Sv. Ivana Krstitelja" za istoimeni oltar.
Zidove u unutrašnjosti crkve oslikao je poznati talijanski dekorativni slikar Augusto Pagliarini 1932. godine, a kao motiv je uzeo štukature u svetištu. Na inicijativu i po sugestiji Andrea Ljudevita Adamića, gradski arhitekt Joseph Storm izradio je 1824. godine projekt za današnje pročelje, u koje je ukomponirao gotičko-renesansnu prozorsku ružu datiranu u 1516. godinu. Skulpture na zabatu postavljene su 1890. godine.
Ispod sadašnjeg poda, načinjenog 1901. godine, nalazi se 75 grobnica srednje dubine do 2,5 m. Kamene ploče s tih grobnica uzidane su u vanjski sjeverni zid crkve, a njihovi natpisi povijesna su svjedočanstva o riječkom stanovništvu.

### Kosi toranj
Uz crkvu je zvonik, samostalna građevina u podanku koje je uzidano kamenje iz rimskih ruševina. Datiran je iznad luka ulaznih vrata 1377. godinom. Ložu za zvona s gotičkim otvorima, zvonik je dobio u vrijeme obnove crkve koncem XV. stoljeća. Toranj je restauriran 1826. Zvonik, je prema merenjima iz 1920. godine, nagnut za 40 cm i nazvan je Kosi toranj.

### Crkva svetog Jerolima
Crkva Svetog Jeronima (san Gerolamo [Đirolmo]) svojim elegantnim kasnobaroknom fasadom definiše istočno krilo palate Municipija i daje Trgu nobilan ton. Prema istrażivanjima G. Koblera crkva je građena zajedno sa sklopom Avgustinskog manastira iz fondacije feudalnih gospodara Rijeke, grofova Devinskih. Gradnja je započeta 1315. godine za vreme Ugona II., a završena je 1408. godine, kada je Rijekom upravljao njegov unuk Ugon VI. Budući da je grad Rijeku svojom oporukom iz 1358. godine Ugon VI. ostavio svome zetu Raimbertu Walseeu, na tu je feudalnu obitelj prešlo patronatstvo nad manastirom i crkvom sv. Jerolima, u prezbiteriju su porodiče grobnice obe feudalne dinastije Devin-Walsee te Đuzepea Minolija (Giuseppe Minoolli) i Klaudija Marburga iz 1676. g. U klaustru manastira je lapidarij sa nadgrobnim pločama iz minulih vekova.
Kad je Rijeka prešla u posjed cara Fridriha III., godine 1465, konvektu su zagarantovane privilegije i imanja. Od XIII. veka pa sve do ukidanja reda 1788. avgustinci su bili najmoćniji posednici. Manastir je pripadao bavarsko-češkoj provinciji, a među monasima su bili istaknuti propovednici, diplomati te naučenjaci. Jedan je od njih kartograf Klobučarić. Nakon avgustinaca ckva i manastir dolazi pod dominikance.
Crkva sv. Jerolima prvotno je sagrađena 1363. godine, a tijekom stoljeća je više puta obnavljana. Stradala je u zemljotresu 1750, tako da je 1768. barokizovana i produžena prema trgu izgradnjom današnjeg pročelja. U 
unutrašnjosti su barokni oltari, glavni atribuiran Antoniju Mikelaciju (Michelazzi) i dva bočna riječkoj klesaskoj radionici Kapovila (Capovilla). Od gotičke građevine ostali su kontrafori i prozori sa šiljastim lukom na južnoj strani svetišta.
U crkvenom brodu bile su 23 grobnice u kojima su se sahranjivali patriciji, sve dok car Jozef II. nije zabranio zakopavanje u crkvama. Kada je 1880. postavljen novi pod u crkvi, skinute su grobne ploče i uzidane u manastirski hodnik, gdje su postavljene i ploče sa grobnica iz dviju kapela u hodniku. Prva deo crkve je kapela sv. Trojstva, izuzetno lep primjer alpske gotike na Kvarneru. Tu kapelu podigli su Martin i Margareta Raunaher, i u nju je bila smeštenja njihova grobnica. Ispod gotičkih rebara konzolni su izboji na kojima su, uz ostale, uklesani i grbovi utemeljitelja. Nadgrobna ploča Raunaherovih sekundarno je uzidana sa vanjske strane kapele do ulaznih vrata, a veoma je kvalitetno deelo visoke gotike. Na levom zidu kapele zanimljiv je memorijalni natpis vezan za nenadanu smrt carskog izaslanika Hansa Edlinga koji je u Rijeci pregovarao sa mletačkim izaslanikom o provedbi odluka Madridskog mira 1618. godine. Na severnoj je strani hodnika kapela Bezgrešne Marije, koja je to ime dobila 1578. godine, a ranije se zvala kapela Blažene Djevice Marije od Milosti. Avgustinci su tu kapelu predali kao oratorij bratovštini plemenitih Bezgrešnog Začeća. U kapeli su bile grobnice obitelji Paradizo (1680.), Trojer (1685.) i Benconi (1716.).

### Katedrala Svetog Vida
Crkva Svetog Vida, isusovačka rotonda je bila manastirska crkva (sada Katedrala) sagrađena na mestu srušene srednjovekovne crkvice posvećene zaštitniku Rijeke svetom Vidu. Gotov projekt za gradnju, koja je počela 15. VI. 1638. godine, doneli su jezuiti. Gradnja je s prekidima trajala stotinu godina. Kupolu i oratorije za redovnike na prvom katu izgradio je gotički arhitekt Bernardin Martnuzzi 1727. godine. Ta reprezentativna građevina ima dodirnih tačaka sa venecijanskom crkvom Sta Maria della Salute, tj. sa mediteranskim barokom za razliku od provincijalnog kontinntalnog baroka crkve Trsatske Madone..
Za staru crkvicu se zna da je bila ispod kaštela (danas zgrada suda) i da je imala vestibul i odvojen zvonik. U kamen temeljac nove crkve jezuiti su dali uklesati ime cara, rektora Kolegija, sudaca i rektora Saveta i ime graditelja Francesca Olivieria. Kupolu i oratorije za redovnike na prvom spratu izgradio je arhitekt Bernardino Martinuci (Martinuzzi) 1727. godine. Crkva Svetog Vida građena je sredstvima legata grofice Ursule Thanhausen i od prihoda Kastavskog feuda koja je bila infeudirana riječkom kolegiju.
U unutrašnjosti dominiraju moćni stupovi što podupiru lukove kapela u kojima su smešteni višebojni mermerni oltari. Oltare su radili poznati barokni oltaristi Leonardo Pakasi (Pacassi), Paskvale Ladzarini (Pasquale Lazzarini) i Antonio Mikelaci (Michelazzi), u razdoblju između 1696. i 1740. godine. Predikaonicu, delo zrelobarokne umetnosti, izradio je 1731. godine Antonio Mikelaci. Na glavnom oltaru izloženo je rajnsko - gotičko Raspelo iz XIII. veka dok je oltar 1711. izradio kipar Paskvale Ladzarini. Sa strana oltara su kipovi svetog Vida i Svetog Modesta, zaštitnika Rijeke. Uz izloženo Raspeće vezuje se legenda prema kojoj je 1296. godine neki Petar Lončarić u ljutnji zamahnuo kamenom i udario Kristovo telo na Raspelu, koje je stajalo u tremu pred starom crkvom sv. Vida. Iz tela Kristova "kao iz živog mesa" potekla je krv, koja je sačuvana u ampuli. Od tada se u Rijeci stvorio kult "čudotvornog Raspela", koji su isusovci pojačali kao protutežu kultu Trsatske Madone.
Izgled crkve se od XVIII. veka nije bitno menjao, iako je bilo nekoliko obnova. Do crkve je 1727. godine podignut nizak zvonik, preko čijega se prvog sprata komuniciralo sa zgradom Kolegija. Nakon što je srušen Kolegij, ulazni portal je ukomponiran u novu kanoničku kuću. Arhitekt Bruno Angeben je 1933. godine zaklonio istočno pročelje zvonika.

### Gradski toranj
Gradski toranj (ital. Torre civica [tore ćivika]) smešten na sredini Korza je jedan od 4 porte srednjovekovne Rjeke opasane bedemiima i kulama. Iako je istočna kapija blla najvažnija (ulaz u tadašnju luku smeštenu na ušću Rječine), ova kapija kasnije dobiva na važnosti zbog nasipavanja mora i širenja grada prema jugu/ Kako pokazuje crtež Rijeke iz XVI. veka ta je kapija izbijala ispred gabarita zidina i imala je tri volte prema istoku i zapadu, a južna volta je vodila na most preko kanala sa vodom oko bedema. U XVII. veku iznad tog ulaza nadkrivenog krovom podiže se jednostavan četvrtast toranj sa satom i piramidalnim krovom, te se udomaćio nazivTorre dell`orologio.(orolođo), Ura ili  Leroj, Toranj je kasnije, nakon Valvazorovog crteža iz 1689, bio ukrašen natpisima, grbovima i bistama habsburških vladara. Tako je nad ulaznom voltom habsburški dvoglavi orao i natpis iz 1695. godine. Na arhitravu su natpisi, od kojih jedan evocira uspomenu na Leopolda I. koji je Rijeci 6. VI. 1659. godine odobrio riječki grb dvoglavog orla, s obe glave okrenute na istu stranu, kako stoji na krčagu iz koga teče voda. Ispod grba je deviza INDEFICIENTER (nepresušan). Taj je grb također na tornju. Drugi natpis evocira uspomenu na dolazak Karla VI. u Rijeku, 1728. godine.
U okviru obnove grada od posledica zemljotresa gradski je toranj 1753 dobio monumentalni portal na čije je krunište riječki kipar Antonio Mikelaci (Michelazzi) postavio reljefna poprsja careva. Gradsko savet kupio je 1784. kod "najboljeg ljubljanskog urara" satove za sve četiri strane. Satovi su funkcionisali sve do 1873. godine, kada su zamenjeni satnim mehanizmom koji je pokazivao vreme u Beču na međunarodnoj izložbi. Taj je sat i danas u funkciji. Po projektu arhitekta Antuna Gnamba, toranj je oko 1801. obnovljen, dodan mu je tambur i 
obnovljena kupola. Prilikom te restauracije na toranj je postavlljena i kamena ploča sa navedenim bistama dvaju careva i epigrafom koja je pre bila na zidinama glavne riječke utvrde južno od crkve sv. Jerolima (ispred današnje zgrde Radio Rjeke, na Korzu), koja je demolirana 1775..
Od dve zgrade prislonjene uz ttoranj, zna se da je još 1694. dozvoljeno Roku Vitniću (Rocco Vitnich) da izgradi kuću na zidinama i na obali te da je prisloni uz istočni bok tornja. Kasnije, 1785. tu kuċu proširenu rušenjem zidina, kupuje Mikele Vohinc (Michele Wohinz). Zgrada zapadno od tornja 1687. kupuje Antonio de Trojer (Troyer) koju 1782. Đuzepe de Trojer proširuje rušenjem zidina i koja dobiva današnji izgled.
Gradski toranj jedan od simbola grada Rijeke. Godine 1890. arhitekt Filibert Bazarig podario mu je novo ruho historicizma i pokrio ga sadašnjom kupolom na ĉijem je vrhu postavljena skulptura dvoglavog riječkog orla. Gradski toranj je kao značajan spomenik kulture obnovljen i konzerviran 1983. godine. Umanjena replika skulpture dvoglavog orla (skinute 1943.), postavljena je 19. IV. 2017. na vrh kupole gradskog tornja.

### Stari municipij
Najstarija zgrada gradske uprave (Savet patricija [Consiglio] i magistrati - izvršna i sudska vlast) grada Rijeke od 1532. do 1838. godine, smeštena je na  trgu (Piazza Verde, danas Koblerovom trgu) nasuprot glavnog ulaza u Stari grad (Gradski toranj). Pored nje je naslonjen antički Rimski luk kastruma Tarsatike.
Sama zgrada starog municpija (ital. antico palazzo municipale) je starija od 1484. kada ju je riječki kapetan Baldassare de Dur poklonio avgustinskom manastiru koji ju je 1532. poklonio riječkoj opštini. Prije toga sudska vlast se sastajala u gradskoj loži, a Savet se sastajao u vestibulu stare crkvice sv. Vida, u kaštelu ili u palati Valse (Walsee).
U većnici je zasedalo Veliki i Mali patricijski savet, a upravljalo se prema Statutu koji je Fiumi potvrdio car Svetog Rimskog carstva Ferdinand I 1530. godine. Zdanje je usprkos svojim malim dimenzijama, bilo dovoljno reprezentativno za potrebe tadašnje male riječke opštine. Na pročelju je portal kroz koji se ulazilo u presvođeno predvorje (sada trgovina), odakle su stepenice vodile u salu većnice, Građevina je 1560. bila prizemnica sa spratom renesansnih obeležja, ali joj je u barokno doba (1740.) arhitekt Antonio de Verneda dogradio drugi sprat.

U predvorju zgrade se 1779. spominje patricijski kasino, a u gornjim prostorijama uredi. Kada se 1838. opština preselila u zgradu bivšeg augustinskog manastira, zgrada je prodana Frančesku Bataljariniju (Francesco Battagliarini). Na prvom spratu bio je
smešten gradski filharmonijski zavod (Società filcarmnica), u kojem je bio nastavnik i vojni muzički kapelnik Johann von Zaytz, otac Giovannija Zaytza kompozitora koji je promenio ime u Ivan Zajc. U toj je zgradi Ivan Zajc i dobio u detinjstvu svoju prvu muzičku naobrazbu, o čemu svedoči memorijalni natpis.
Između Palaca Komune i Gradskog tornja bio je javni trg, "Pjaca", na kojem su stoljećima bile burza, tržnica, trgovine, politička arena, a navečer je služio kao promenada. Početkom XIX. veka trg gubi značaj centra grada, postaje isključivo tržnicom, pa se naziva "Pjaca Verde" (ili Piazza delle Erbe). U Drugom svetskom ratu bombe su srušile zgrade na zapadnoj strani trga, a istočna je restaurirana i prilagođena novim funkcijama. Na trgu je u povodu 150-godišnjice Hartere podignuta fontana sa starim kamenom za mljevenje mase za proizvodnju papira. Trg je dobio ime po riječkom istoričaru Đovaniju Kobleru (kroatizovan u Ivan Kobler)..

### Palata Garbas
Palata Garbas-Čelebrini (Cellebrini) najstariji stambeni objekat u Rijeci sa sačuvanom datacijom,  barokno je zdanje iz XVII. v.  smešteno u istorijskoj jezgri Starog grada, decumanusa (Užarska kala 22 - Cala dei Canapini) u kojoj je nakon "restauracije" danas smešten Konzervatorski zavod Ministarstva kulture hrvatske države. Tu se nalazi i Galerija Garbas.
Barokni kompleks kuće Garbas-Cellebrini sastavljen je od više objekata. Ova palata je izgrađena 1690. sa rekonstrukcijama sve do XIX. v. Od izgradnje je promenila mnoge vlasnike - Wassermann, Cellebrini, Minelli, a danas se zove po porodici Antonija Garbasa koja je imala pekaru u prizemlju palate u XIX. v. Poslednje preinake su napravjene krajem XX. v. prilikom restauracije za potrebe Konzervatorskog zavoda.
Najzanimljiviji je unutrašnji atrij sa baroknom cisternom koji je sa tri strane okružen tremovima na stupovima kvadratnog profila, a na prvom spratu sa širokim segmentnim voltama (prvobino otvornim, a sada ostakljenim) te jednostavnom drvenim stupovima pod strehom na drugom katu. Fasada je raščlanjena pravokutnim prozorskim otvorima te istaknutim razdelnim vencem koji je prilikom renoviranja obojen u crno i obrubljen crvenom bojom. Ta je polikromija ponavljena i na vijencima atrija te na kutevima ulične fasade gde su rubnici bojani crnom bojom i obrubljeni crvenom u imitaciji klesanaca duž kuteva. Ta se nova intervencija čak javno predstavlja kao "najstariji primjer fasadnog slikarstva u Rijeci". Isto tako pod krovom, fasada je na samom vrhu oslikana motivom meandara.
Kontroverzna 'restauracija'
Takva naknadna intervencija, kao i nadogradnja mitlevropskog čardaka na severozaadnoj vanjskoj strani palate neprimjerena mediteranskoj arhitekturi Starog grada izazvalo je polemiku struke, tim više što su ovakve preinake, "starije i lepše", obavljene pod ingerencijom Konzervatorskog zavoda, čija bi namena trebla biti suprotna, očuvanje originalne istorijske baštine i adekvatna restauracija. Na żalost Konzervatorski zavod je u posleratnoj Rijeci bio glavna prepreka u očuvanju arhitektonskih i drugih artefakata, kako prilikom vandalskog rušenja Starog grada tako i kod najnovijeg urbicida (rušenje historicističkog paviljona iz XIX. v. u Benčiću, secesijskih garaža sa početka XX. v. i originalnog rešenja Sušačke železničke stanice).
Hronologija
- Prilikom radova na rekonstrukciji Palače Garbas, među rimskim ostacima pronađen je i kameni falus, nalaz za koji neki arheolozi smatraju dokazom da je na tom mjestu postojala javna kuća.
- U XIV. st. i kasnije do1509. godine na mjestu palače postojao je samostan Santa Clare kojega su izgradile opatice prebjegle iz Venecije[14].
- 1690. godine izgrađen je stambeni objekt čije postojanje pratimo do danas. Nakon velikog potresa 1750. godine i serije manjih potresa koji su uslijedili, zbog velikih oštećenja, manje kuće u nizu su inkorponirane i nadograđene.
- 1880. godine prema nacrtima arhitekta Matticha, vrši se adaptacija pekare, prizemlja i viših katova zgrade[3]
- 1958. godine riječki arhitekt Igor Emili započinje izradu plana obnove i revitalitacije Staroga grada te radi detaljne nacrte palače u kojoj se još stanuje.
- Uslijed dotrajalosti zgrade stanari je napuštaju, devastacija se ubrzava odnošenjem svega iskoristivog te zgrada postaje opasna za ljude i okolne objekte. Gradsko 'poglavarstvo' početkom 90–ih godina donosi odluku o uklanjanju objekta. Na reagiranje štampe (prvenstveno La voce i Panorama) probudio se Konzervatorski zavod pod ravnanjem Hrvoja Giaconija te otkupljuju palaču za simboličan 1 HRK.
- Konzervatorski zavod 1996 godine naručuje projekt rekonstrukcije od projektanta CONEX d.o.o. iz Zagreba koji vrši i nadzor.
- Rekonstrukcija: 1997-98. g. Ing-grad d.o.o. iz Zagreba.

### Crkvica sv. Fabijana i Sebastjana
Crkvica Svetog Sebastjana je srednjovekovna kapela u Starom Gradu zapadno od katedrale sv. Vida, iznad zidova antičke tarsatičke Principije (vojnog zapovedništva) odbrambenog Julijskog zida. Prvotna crkva na njenu mestu podignuta je prema predaji 1291. godine kao zavet u vreme kuge. 
Đovani Kobler navodi da u notarskim aktima iz XV. veka često je riječ o "kontradi" i crkvi sv. Sebastijana. Nad ulaznim vratima uklesan je memorijalni natpis iz kojega se razaznaje da je u doba gastalda Joannisa Doticha 1562. sagrađena "u slavu Boga i božanskog Sebastijana" (ad laudem Dei divique Sebastiani fraternitas fieri fecit tempore Joannis Dotich Castaldi 1562). Gastaldi sv. Sebastijana bili su ugledni riječki patriciji iz porodice Frankovič, Gladih i Stemberger. U nekoliko je navrata bilo pokušaja da se crkvica sruši, što su građani sprečili jer su uz nju bile vezane tradicionalne svečanosti i procesije. Nakon otklanjanja ruševine iza začelja te crkve otkriven je kasnoantički zid rimskog castruma iz IV. st., sekundarno uzidan u sakristiju i zaključak svetišta. Posljednji put crkva sv. Sebastijana obnovljena je 1885, kada je po projektu G. Pauliniha, inspiriranog pročeljem Duoma, bila generalno obnovljena i dobila današnji izgled (na glavnoj fasadi sačuvan je sednjovjekovni zvonik "na jedra"). Crkva je uređena i prebojana 1986. godine.

### Kuća Benconi
Kuća Benzoni na trgu Grivica, ispred katedral, je dvospratna građevina podignuta je u drugoj četvrtini XVIII. vekaa, prema projektu arhitekte Antonija de Vernede, kao porodična palata senjskog biskupa Đovanja Antnja Benconiija (Giovanni Antonio Benzoni 1693. – 1745.). Zgrada je obnovljena koncem XVIII. veka, u doba kada je vlasnik bio biskupov nećak, gradski većnik Đulio (Giulio) Benconi (1732. – 1798.), koji je dao preoblikovati fasade u duhu kasnobaroknog klasicizma, sa reprezentativnim ulaznim portalom i sa dva balkonima te bogatom opremom od kovanog gvožđa. Nove adaptacije izvode se u drugo polovici XIX. veka kada palata menja namenu, prvo kao zgrada sirotišta, nakon toga kasarna, a zatim i najamna zgrada, dok u XX. veku dolazi do većih zahvata, uvetovanih potrebama korisnika, koji su u izvesnoj meri značili degradaciju arhitekture palate.

### Palata Municipija
Palača Municipija je zgrada nekadašnjeg riječke uprave grada od 1833. do međuratnog razoblja kada se gradi novi muniicipij gradi na Korzu. Sa svoja tri pročelja zaokržuje celinu Trga Riječke rezolucije dok se zapadno krilo zgrade nalazi na Troimenom trgu (ex Pjaca Dante).
Rijeka je 15. VI. 1872. dobila novi statut, po kojemu je opŝtinom upravljalo zastupništvo od 56 članova sa podestatom (gradonačelnikom) na čelu. Nametnula se potreba za izgradnjom nove većnice i savremene gradske kuće. Opština je već ranije, od 1833. g., preselila iz Starog municipija (u Starom gradu na Trgu G. 
Koblera) u zgradu obnovljenog nekadašnjeg avgustinskog manastira. Niz neplanskih preinaka toj su građevini oduzele bitne karakteristike.

Novi gradonačelnik Đovani Čota (Giovanni Ciotta) 1873. godine najpre nastoji rešiti problem sedišta municipalne uprave. Taj zadatak preuzima mladi arhitekt Filibert Bazarig, koji je u duhu klasicizma u Venetu, gdje se školovao, zasnovao tri elegantne fasade palate na trgu uz koja je povezao baroknu arhitekturu crkve sv. Jerolima i neoklasicističko začelje Narodne čitaonice (sadašnje zgrade Radio Rijeke) u sklad. Tako je taj mali trg postao reprezentativno dvorište. Oslonivši se na oblike renesanse, plitke pilastre, ritmično izmenjivanje trokutnih i segmentnih zabata te horizontalni venac pod atikom, F. Bazaring je stvorio umerenu scenografiju gradske kuće.
- Primer urbicida: Grivica 1960-ih pre rušenja. Na tom je mestu zid od garaže policije.
- Stari grad u fazi rušenja
- Zgrada suda izgrađena na mestu srušenog srednjovekovnog kaštela
- Stari grad krajem XIX. veka. Duomo i Kosi toranj pre skidanja vrha zvonika
- Rušenje ostatka ostataka Starog grada u 3. mleniju

## Riječki teatri
Prvi put se 1759. unutar zidina Starog grada spominje pozorište Teatro de Gerliczy, a koje je od 1784. u najmu Grada. Primao je 300 gledalaca U njemu su najčešće gostovale komičke družine (Commedia dell' Arte ili Opera buffa). Zanimljivo je da se već tada (1790.) plaćala pozorišna pretplata, za 40 predstava 2 i po cekina, a sezonska pretplata za muzička dela je iznosila 3 i po cekina 
1805. taj teatar prestaje sa radom jer se otvara nova zgrada pozorišta, tada jedna od najvećih u Evropi, Teatro Adamich koji je izgradio Andrea Lodoviko Adamič, a mogao je primiti preko 700 gledalaca, a u doba karnevala primao je preko 1.000 gostiju (stajaća mesta na parteru). Na prvom spratu je bio Kazino (casino, klubske prostorije). U tom pozoriištu je stalno dejstvovala dramska glumačka skupina sa 40-ak predstava godišnje, a delovao je i komorni orkestar od 13 članova. Od 1834. Teatar je u najmu Grada, a 1856. u ovo kazalište se uvodi rasveta na gas. 1883. je demoliran zbog opasnosti od požara dotrajalih gasnih instalacije i rasvete (na tom je mestu izgrađen Palaco Modelo).
Paralelno je u Starom gradu od 1840. postojalo i teatar Antonija Millera koje je kasnije preseljeno izvan zidina "gde su izgrađene škole" (na mestu današnjeg teatra Fenice), gdje je tada poznata balerina Katarina Rikota  (Catarina Riccotta) 1880-ih otvorila Teatro Ricotta koji je imao i letnu pozornicu i u kome su se davale popularnije predstave za šire građanstvo. Početkom XX. v. (2014.) na ovom je mestu izgrađen secesionistički Teatro Fenice (Feniče) sa 2.650 mesta za gledaoce pa je tada Rijeka imalla više mesta u pozorištima i varijeteima nego svi gradovi Hrvatske zajedno. .
1885. otvoren je novi Teatro civico osvetljen sa 800 sijalica i u kome nastupaju tadašnji eminentni evropski umetnici. Između dva rata zove se Teatro Verdi da bi nakon Drugog svjetskog rata bio nazvan Narodno kazalište Rijeka-Teatro del Popolo Fiiume, pa NK Ivan Zajc, koji se 90-ih obogaćuje  
pridjevima: hrvatski i plemeniti (sve te godine u njemu deluje hrvarska i italijanska drama, opera i balet te orkestar).
Società filodrammatica (Društvo ljubitelja drame) 1890. godinegradi polivalentnu kazališnu zgradu Filodrammatica po projektu Giacoma Zammattija.
Na Sušaku se u sali Narodne čitaonice na Trsatu (izgrađene a895. g.) održavaju pozorišne predstave i koncerti, a 1938. se po Pičmanovom projektu gradi moderna poiivalentna zgrada Narodnog doma na Sušaku, u kome se posle rata odvijaju filmske projekcije (kino "Neboder") u kome desetak godina deluje NK Ivan Zajc (za vreme renoviranja rijeĉke zgrade teatra te Riječki kulturni centar koji 1990-ih, u skladu sa novim poretkom, menja ime u Hrvatski kulturni dom na Sušaku.

### HNK Ivan Zajc
Zgrada Hrvatskog narodnog kazališta Ivana pl/  Zajca - Teatro nazonale croato Ivan de Zajc, kako se danas službeno naziva, počela se graditi kada je 1883. godine riječka gradska uprava, na čelu sa slavnim gradonačelnikom Đovanijem Čotom (Giovanni Ciotta), donela odluku da se podigne nova velebna pozorišna zgrada. Odlučeno je da se novi teatar gradi na tadašnjem prostranom trgu Ürmeny, a projekt je naručen u Beču, u specijalizovanom ateljeu za pozorišta, kod arhitekata Hermana Gottlieba Helmera i Ferdinanda Fellnera. Sve su glavne pozorišne kuće na tlu današnje Hrvatske izgrađene u drugoj polovici XIX. veka, a među njima je ona u Rijeci prije Splita (1893.) i Zagreba (1895.). Za razliku od palate Modelo, koju je projektovao isti studio, zgrada teatra nije originalno rešenje prilagođeno mediteranskom ambijentu, već se radi o tipizovanoj istoricističkoj arhitekturi neklasicističkog i neobaroknog stila, kakvu su u uvećanoj formi primenili 10 godina kasnije za glavnu zagrebačku pozorišnu zgradu.
Otvorenje nove zgrade
Nakon dugotrajnih priprema, nakon dvogodišnje gradnje i nestrpljiva iščekivanja 3. oktobra 1885, otvoren je novi teatar (Teatro Civico). Za taj su svečani trenutak pomno pripremane i dve velike opere, još neizvođene u Rijeci: bile su to raskošno opremljene Verdijeva Aida i Ponchiellijeva Gioconda,operama kojima je ravnao maestro Gaetano Cimini, gdje su zabljesnula već znana i omiljena pevačka imena - Medea Borelli, Clotilde Sartori i Mary Guttemberg, Toga su dana prvi posetioci, brojni gosti i uzvanici mogli uživati u impozantnom tearskom zdanju, značajnom arhitektonskom ostvarenju svoga doba koje im se predstavilo u svoj svojoj lepoti i veličini (čije je figuralne plastike i ornamentalne radove izradio poznati venecijanski kipar Augusto Benvenuti, a plafonske slike slikar Franc Mač (Franz Matsch) u saradnji sa još nepoznatom braćom Gustavom i Ernestom Klimtom), no i u pravom tehnološkom čudu svoga vremena: osvetljena sa 800 električnih sijalica i sa prvim telefonom u gradu postavljenima upravo u teatru.
Na riječkoj su pozornici nastupali vrhunski umetnici, kao: kompozitori i dirigenti Giacomo Pucini i Pietro Mascagni, slavni tenori Enrico Caruso i Beniamino Gigli, velika glumica Sarah Bernhardt.
U gledalište (parter, mezanin i dva kata loža, te galerija) može se smestiti 650 gledalaca.
Promene imena
U svojoj bogatoj istoriji riječko pozoriište nekoliko puta je menjalo svoj naziv:  Teatro Civico (Gradski teatar), 1913. godine preimenovano je u Teatro Verdi prema talijanskom operskom kompozitoru. Aneksijom Rijeke Hrvatskoj u sastavu Jugoslavenske federacije potkraj 1945. godine, po uzoru na slične stalne nacionalne domaće i inozemne pozorišne institucije, za razliku od dotadašnjeg "teatra stagionale" (sezonskog teatra), osnovano je stalno Narodno kazalište Rijeka-Teatro del popolo Fiume, i to sa Hrvatskom i Italijanskom dramom te Operom i baletom. 4. 1. 1946. imenovana je i prva uprava na čelu s intendantom Đurom Rošićem, direktorom Opere i baleta Slavkom Zlatićem, direktorom Hrvatske drame Ivanom Cuntom, direktorom Italijanske drame Tuliom Fonda i članom uprave Osvaldom Ramousom. Po prvi put na sceni kazališta, 20. 10. 1946. igra predstava na hrvatskome jeziku, Dubravka Ivana Gundulića, u režiji Matka Foteza i s Marijom Crnobori u ulozi Dubravke. Uskoro je usledila i prva predstava Opere i baleta - Zajčev Nikola Šubić Zrinjski, kojom je 2. 11. 1946. ravnao Boris Papandopulo, a naslovnu ulogu pevao Milan Pichler. Razmažena riječka operska publika koja je i Karuzovo falset pevanje 'nagradila' gađajući ga paradajzima, isto tako nije s odobravanjem pratila izvedbu opere svog sugrađanina. Prva predstava Italijanske drame - Goldonijev Il burbero benefico, izvedena je 26. 11. 1946. godine.
Godine 1953. kazalište dobiva novo ime prema još jednom kompozitoru, sugrađaninu Ivanu Zajcu, koji je još 1857. na riječkoj opernoj sceni Teatra Adamič dirigirao Verdijevim Nabuccom i postavio na nju više novih Verdijevih opera, a 1860. postavio i vlastitu operu Ameliju, dočekanu sa burnim oduševljenjem sugrađana, koji su slavili ostvarenje mladoga maestra Đovanja Zajca (Govanni Zaytz).
Očekujući financijsku podršku iz Zagreba i prilagođavajući se novom nacionalističkom poretku uprava Kazališta 1991. dodeljuje si epitet Hrvatsko, tj. status nacionalnog kazališta unatoč Italijanskoj drami, koju se tada nameravalo odvojiti iz ovog teatra, a 1994. sa "plemenitim" dobiva svoj današnji naziv - Hrvatsko narodno kazalište Ivana pl. Zajca. Takva politika nije dalo nikakvo finacisko poboljšanje, jer Ministarstvo kulture pokriva samo 5% troškova ovog teatra, dok svoju nacionanu kuću u Zagrebu refudira sa 50 do 80% troškova.

### Filodramatika
Filodramatika (Filodrammatica) je istoricistička zgrada riječkog fin de siecla izgrađena 1890. za polivaletnu scensko-muzičku delatnost. smeštena u ulici koja spaja Jadrnski trg i Trg Republike (od 1945. Korzo)..
Na mestu Filodramatike se nalazila kuća Struppi. Nakon što je kuću otkupilo Socità filodrammatica (Filodramsko društvo) izgrađena je nova građevina prema projektu riječkoga arhitekta Đakoma Zamatija (Giacomo Zammattio). Zgrada je svečano otvorena 1890. godine.
Na uličnoj su fasadi vidljivi uticaji italijanske visoke renesanse i manirizma. Rustikalno obrađeno prizemlje raščlanjeno je lučnim otvorima, a prostor od prvoga sprata do atika artikulisan je paladijanskim pilastrima sa korintskim kapitelima između kojih se nalaze lučni otvori. Sa strane polukružnih lučnih otvora umetnute su skulpture ženskih figura. Područja između prozorskih otvora na atici oslikao je i.Đovani  (Giovanni) Fumi. Unutrašnjost građevine bila je prilagođena potrebama Filodramskog društva i sadržavala je dvoranu za priredbe, vežbanje, dvoranu za primanje stranaka i druge prostorije kojima se društvo koristilo. Kroz dve gornje etaže oformljeno je pozorište sa parterom, pozornicom i balkonom. Pozorište je dekorisano rokoko štukaturama i stropnom slikom sa prikazom alegorije muzike koju je izradio tršćanski slikar Euđenio Skomparini (Eugenio Scomparini). Onde su smeštene i biste muzičara čiji je autor Ludvig Strihtius (Ludwig Strichtius), umetnik bečkoga porekla. Preostali deo unutrašnjosti Filodramatike ukrašen je u stilu italijanske neorenesanse.
Zbog izgradnji kafane u prizemlju zgrade Filodramatike, u nedostatku prostora, stepenište je umetnuto bočno te nije izvedeno raskošno i monumentalno kao šta je prvotno bilo planirano. Zgrada je u vreme kada je nastala bila izrazito reprezentativna i svojom se raskošnošću isticala pred ostalim zgradama u toj ulici. U zdanje su uložena i znatna financijska sredstva, što svedoči o zanimanju građana Rijeke za scensko muzičku delatnost. Na žalost, neprimerenom posleratnom nadogradnjom 4. etaže narušena je celovitost ove zgrade.
Nakon priključenja Rijeke Hrvatskoj zgrada Filodramatike se koristila kao Dom JNA (uglavnom za filmske projekcije), a 2000-ih godina kavana u prizemlju je prenamenjena u knjižaru, a zatim u odio beletristike Gradske biblioteke Rijeka (do skorog preseljenja u T-objekt u Benčiċu). Neko vreme, nakon ukidanja Muzčkog konzervatorja Nina Mirkoviċa (u Lovranu), na gornjim je spratovima delovao odio Muziċke akademije iz Zagreba koji je 2017. ukinut.
Unatoč tome što je zgrada Filodrammatice zaštićena je kao kulturno dobro pretrpela je devastaciju i pljačku od strane Hrvatske vojske početkom 1990-ih, a udruženje Grada "Drugo more" je 2000-ih preinakama potpuno promenilo glavnu pozorišnu dvoranu.

### Teatro Feniče
Teatro Fenice izgrađen je 1914. na mestu nekadašnjeg otvorenog pozoriišta Rikota (Ricotta), prema idejnom projektu Euđenja Kaliđeja (Eugenio Caligei) koji je delomično izmenio Teodor Traksler (Theodor Träxler).
Zbog ratnog stanja i nedovoljnih financijskih sredstava, od idejnog projekta izgradnje kulturnog centra (zgrade pozorišta, kazina, koncertne dvorane) izgrađeno je samo moderni teatar, čija je nosiva konstrukcija od armiranog betona.
Teatar je mogao primiti dve hiljade gledalaca, a sačinjavaju ga parter, balkon i dva reda loža te galerija. Manja dvorana varijetea, nazvan Sala Bianca (Bela dvorana) mogla je primiti 650 gledalaca, koristila se kao dramska scena, plesna dvorana, izložbeno mesto, pa i sportsko borilište, u kojemu se moglo gledati bokserske mečeve, između ostalih Riječana Ulderika Serga (Ulederico Sergo, olimijski prvak) i Sema Malvića (Sem Malvich  evropski prvak u profesionalnomboksu). 
Na izgradnji pozorišta rade firme i fabrike iz Rijeke, Beča, Trsta i Budimpešte, a za postavljanje parketa u kazalištu i varijete dvorani bila je zadužena Prva riječka tvornica parketa. U toku izgradnji su primenjeni mnogi tehnički noviteti, armiranobetonske konstrukcije i sistem za upravljanje scenom.
Južna, stražnja fasada dograđena je 1922. prema projektu Đovanija Rubinića (Giovanni Rubinich). Nakon 2. sv. rata rekonstruisan je glavni ulaz i preuređena glavna dvorana koja se uglavno koristi za bioskopske predstave (kino Partizaan), a sala varijetea postaje noćni klub Plavi Jadran. Pod novim poretkom 1990-ih, zbog mutnog procesa privatizacije, prestaje korištenje i održavanje Teatra Feniče koji je u derutnom stanju. Istoimeni Teatro Fenice u Veneciji je nakon katastrofalnog požara obnovljen, ali riječkom Feniksu se ne naziru bolja vremena iako građevina ima kulturološku vrednost s obzirom na to da čuva uspomenu na gotovo vekovnu kulturno-umetničku aktivnost koja se u njoj odvijala. Teatro Fenice nalazi se na Listi zaštićenih kulturnih dobara u Registru kulturnih dobara Republike Hrvatske.

## Korzo - luka
Novi deo Rijeke - Civitas nova nastaje nastaje nakon šta je 1750. Rijeku zadesio katastrofalni zemljotres i Marija Terezija dodelila gradu sredstva za obnovu, ali je ujedno odobrila generalni urbanistički plan izgradnje novoga grada, sa time da Stari grad ostane nepromenjen. Istovremeno se nasipavanjem širi morska obala ispod južnih zidina grada, a isto tako istočno se srednjovekovno ušće Rječine (Flumen Tarsia), koje je služilo kao luka, aluvjalnim delovanjem pomera prema jugu pa Riječani najpre grade zapadnu obalu da bi se u XIX. veku intezivnije s obe strane produžavali gatovi, a sretanjem koria Rječine istočnije stvara novi operativn prostor na Delti. Severna strana Korza i njenog severoistoĉnog produžetka Kontrade Rov izgrađena je u XVIII. veku postepenim rušenjem gradskih zidina. Pred gradom su na nasutom terenu izgrađene moderne gradske četvrti sa reprezentativnim palatama na Rivi putničke luke (palata Adria, Palata hotela Europe, palata Rinaldi i Jugolinije, te u nastavku palate Modelo) te na potezu od istčne obale putnčke luke (Riva Boduli) do Mrtvog kanala, zamišljene kao elitna četvrt namenjena modernom razvoju pomorstva, luke, kulture te uslužnih i vitalnih delatnosti grada (palata Bačić, gradska tržnica, pozorište, Kaza Rosa).  

### Korzo
Riječki Korzo (ital. Corso, glavna široka ulica, šetalište) je žžila kucavica grada, glavno okupljalište Rijeĉana, centar mnogih društvenh i kulturnih događanja u istorijskoj jezgri grada. Tradicionalno Korzo je široka saobračajnica južno od Starog grada do Trga Republike (Troimeni trg), a od 1956. Korzom se naziva i uska ulica koja spaja Trg Republike i Jadranski trg.
Korzo se nalazi na nekadaŝnjoj obali gdje su bili škverovi (brodogradilišta), klesarske i druge radionice. Nakon odredbe cara Jozefa II. od 1782. počinje rušenje zidina grada i zatrpavanje rovova, najpre u južnom delu gde su i najstarije zgrade na Korzu, isočno i zapadno od Gradskog tornja.

### Palata Adria i palata Jugolinije
Palata Adria (ili Jadran) uz palatu Jugolinije je simbol nekadašnje pomorske moći, tj. prosperiteta Rijeke, obe smeštene na Rivi riječke putničke luke. prva iz doba Austrougarske, druga iz SFRJ.
Palata Adria je sagrađena 1897. godine na mestu stare Guvernerove palate za brodarsko društvo "Adria", ugarsko-američkim kapitalom. Smeštena je na istaknutom položaju, prema jugu monumentalnom fasadom dominira vizurom čitave luke, a prema severu Jadranskim trgom. Građevina predstavlja elegantan odabir visokorenesansne dekoracije. Petoerospratna je zgrada pravougaonog tlocrta sa unutrašnjim galerijskim dvorištem oko kojeg teku balkonske galerije bogato ukrašene gvozdenim ogradama i pergolama. Krovna je konstrukcija, sa naglaskom na neobaroknoj središnjoj kupoli, a bočne su, ugaone, kupole tek naznačeni završeci mansardnog krovišta. Dok je na središnjim rizalitima glavnih pročelja težnja ka monumentalnosti vidljiva u velikim stupovima čije baze izlaze iz pročelja koje na strani prema moru u visini četvrtog sprata, umesto kapitela nose skulpture: alegorijske figure pomoraca (kapetan, kormilar, mašinista i pilot), prema trgu su simboli četiri kontinenta (Japanka, Egipćanka, Indijanka i Evropljanka). Izvanredne skulpture su rad kipara Sebastiana Bonomija. 
Zahtev za prostranim i upečatljivim ulaznim predvorjem Vilmos Frojnd (Freund) je rešio naglasivši ulazni vestibul kupolastim stropom te njegovim protezanjem u visinu (uključivši mezanin) i u širinu (obuhvativši tri vertikalne osi). Na gornjim se spratovima na tome mestu nalaze najreprezentativnije prostorije (na prvom katu svečana dvorana kazetirana stropa). Generalna dispozicija prostora i spratnost zgrade, koja izvana nije bila preterano dekorisana, zadržane su i dalje u gradnji koju su prema mađarskom nacrtu preuzeli na terenu Frančesko (Francesco) Mattiassi, odnosno Đakomo (Giacomo) Zammattio. Poredbom sa drugim kasnijim riječkim građevinama, po načinu horizontalne razdiobe fasade te po komponovanju volumena i dekoracije, Zammattiju se može pripisati ključni udeo u konačnoj izvedbenoj varijanti ove palate.
Glavni portal koji je na južnoj, morskoj strani, naglašen je skulpturama Atlanta. Ulazi se u raskošan atrij, kratko središnje stepenište koje se na podestu sa liftom račva u dva bočna kraka za prvi sprat. Na sredini prvog sprata širok je hodnik iz kojega se ulazi u najveće, najreprezentativnije urede. Drugi je sprat spolja uređen kao glavni sprat reprezentativne palate sa velikim balkonom uz središnje tri prozorske osi, te s manjim balkonima na rubovima fasade..
Palata je doživela nekoliko manjih unutarnjih pregradnji. Godine 1896. ugrađena su dva bočna lifta za ljude i teret. Nakon Prvog svetskog rata na zgradi su postojala razorna oštećenja nastala 1920. godine za vreme Krvavog Božića (proterivanje D'Anuncjevih legonara).  Krajem 1950-ih pojedina su predvorja u palači oslikana zidnim dekoracijama, jedna od njih prikazuje riječku luku riječkog slikara Vladimir Udatny (rodom iz Voćina). Šta se tiče originalne drvenarije i uredskog nameštaja, ostala je samo jedna klupa izrađena u istoricističkom stilu.
U palati je bilo sedište najveċeg jugoslovenskog brodara Jugolinije do kraja 1980-ih kadaa gradi svoju novu reprezentativnu palatu, a danas je. pored ostalih, ovde sedište putničkog brodara Jadrolinije i italijanskog konzulata. 
Palata Jugolinije smeštena na reprezentativnom mestu na Rivi i Trgu Republike (do 1956. Pjaca Dante, danas Troimeni trg) je postala simbol nekadšnje pomorske moći Rijeke. Izgrađena je 1989, a u nju je inkorporirana fasad palate Rinaldi sagrađene 1890. g. 
Palatu Jugolinije (danas u vlasništvu "Euroherca") izgradilo je. kao svoje novo sedište, nekada najveće brodarsko preduzeće u Jugoslaviji i vodeći svetski liniijski brodar (sa 57 brodova i preko milion tona nosivosti). Istorija ove palate je podsetnik na nemilu sudbinu tog brodara kao i Rijeke. Nakon šta je hrvatska država izvršila eksproprijaciju Jugolinije i promenila joj ime u Kroejšalajn (Croatialline), počela je rasprodaja brodova, ukidanje predstavništva Jugolinije razmeštena po celom svetu (imala je, pored slobodne plovidbe i 10 redovnih linija iz Jadrana za Severnu Evropu, Severnu Ameriku, Meksički zaliv, zapadnu obalu Južne Amerike, Bliski istok, za Irak, Iran, Bengalski zaliv, Kinu i za Japan) i sa 3.577 zaposlenih
(1988.) da bi već 1999. spala na 367 radnika. Početkom 2000-ih godina, pod netransparentnim okolnostma Euroherc osiguranje postaje vlasnik ove reprezentativne Jugoliniijine palate. Kako se sve to odvijalo uz šutnju lokalnih vlast (Grada i Županije), ne iznenađuje šta se kod ove palate Jugolinije ne poštuje istorijsko-umetniičko pravilo da se arhitekktonsko nasleđe naziva po naručiocu gradnje ili po arhitekti pa se na službenim stranicama Grada Rijeke naziva po trenutnom vasnku "Zgrada Euroherca".
Izgradnju sama palate pratilo je odupiranje riječkih ambijentalista jer se po projektu arhitekta Vladimira Grubešića, trebao rušiti komples zgrada u severnom delu kao i celu palatu Rinaldi osim južne i zapadne fasade te se predlagao jednako reprezentativni prostor na Delti, između Rječine i Mrtvog kanala, gde bi odraz u vodi istaknuo reprezentativnost objekta. Nakon šta su pobedili 'viši interesi', ističe se da  "Arhitekt Grubešić je postmodernističkim pristupom nastojao pomiriti ali i sačuvati vrijedne dijelove arhitekture s kraja 19. stoljeća".
Palata je izgrađena u belom mermeru sa refleksnim ostakljenjem, rasčlanjena je u nekoliko celina šta smiruje istorijsku parcelaciju. U ovo modernističko zdanje uklopljena je fasada palate Mochovich - Rinaldi, koja je izgrađena po projektu arhitekta Randića (Randich) iz 1890. godine. Fasada te palate je rasčlanjeno sa neorenesansnim i neobaroknim elementima karakterističnima za kasni istoricizam.

### Palata hotela Europe
Ex Grand hotel Europe jedan je od 20-ak hotela Rijeke s kraja XIX. i početka XX. v. (danas se koristi za urede državne uprave), a nalazi se između riječke Rive i Ul. A.L. Adamicha i na najvećem riječkom trgu (Troimeni trg).
Preko puta Orlandovog Mola (gata) na probranom položaju stoji palata hotela "Europe", izgrađenog 1874. godine, po projektu slavnog tršćanskog arhitekta Đuzepea (Giuseppe) Brunija, graditelja palate Modello i Municipija u Trstu. 
Konzul Josip Gorup vizionarski oseća da se Rijeka pretvara u kozmopolitski emporij te investira svoj kapital u prvi riječki palas - hotel smešten na putničkoj obali, koja je u vreme inteziviranog parabrodarskog prometa postala nova fasada grada. Palača "Europe" jedan je od krasnih primera venecijanskog eklekticizma oslonjenog na mediteransko poimanje stapanja arhitektonskih struktura sa morem. Jedno je od najkoherentnijih arhitektonskih ostvarenja u Rijeci.
Krleža o Fiumi
Rijeka je imala krajem XIX. i početkom XX. veka neverovatno bogat noćni život u kome je veliku ulogu imao i ovaj hotel. Miroslav Krleža u svom romanu 'Zastave' opisuje tu živost u Fjumi obasjanoj električnom rasvjetom dok u Zagrebu žmirkaju petrolejke, noćnom živošću Fjume dok je Zagreb u provincijskom mrtvilu, o električnom tramvaju u Fjumi dok u Zagrebu konji vuku tramvaje...

### Palata Bačić (Burza)
Palata Bačić (ital. Palazzo Baccich), secesijsko-iistoricistička palata iz 1914. svojom arhitektonskom lepotom, pored palata Adria i Jugolinije, dominira u riječkoj putničkoj luci. Nalazi se na početku Rive Boduli, a nazvana je po tadašnjem imenu ulice Via Ipparco Baccich, a spominje se i kao palata Borsa (Burza). a kolokvijano ju se naziva i po bivšem korisniku: palata Transjug ili palata Transadria.
Projekt je izradio arhitekt Đuzepe (Giuseppe Farkas) u razdoblju od 1911-1912. godine, a sagrađena je u toku 1914.godine.Izvođač je radova bilo građevinsko preduzeće Artura Heringa.  Zgrada je građena za stanovanje, ali i za najam poslovnog prostora u prizemlju. Tu je bio ugostiteljski lokal (Caffe Miramar, pivnica i 'američki bar'), osiguravajuće društvo, pomorske agencije itd. . Celi veliki volumen zgrade je razvučen po prizemju i mezaninu, no taj efekt se pokušava oživeti vertikalizmom prozorskih rubova. Jednolična plošnost zidova triju istovetnih fasada razbijaju rubno postavljeni izbačeni pravokutni erkeri. Ritmičnost je postignuta ujednačenim ponavljanjem istovetnih elemenata (prozori, balkoni, pilastri, maskeroni). Opšti dojam koji ova zgrada ostvaruje jest monumentalnost i uklopljenost u niz velebnih građevina uz rub riječke rive, kojima glavni zadatak i jeste zadiviti reprezentativnom vizurom posetilaca kad u grad uplovljavaju brodom.
Nakon rata, 1947. godine palata postaje poslovno sedište jednog od najvećih špediterskih preduzeća u Jugoslaviji - Transjuga sa preko 2.700 zaposenih, da bi u kapitalističkoj Hrvatskoj promenilo ime u Transadria i kao skoro čitava riiječka privreda propadao do svoje likvidacije. Od tada, zgrada je prolazila kroz brojne preinake da bi 2016. godine postala većinsko vlasništvo firme Riva management.

### Palata Modelo
Palata Modelo (ital. Palazzo Modello), raskošna neobarokna zgrada, sagrađena 1885. godine na mestu teatra Adamič srušenog dve godine pre.
Palata se nalazi sa južne strane preko puta paviljona glavne rječke tržnice (Veli merkat), a sa severne ga omeđuje mali trg (početak Korza, tj. raskršċe od osam ulica koji se nekad zvao Teatarski trg - Piazza del Teatro po Adamičevom pozorištu). Izgrađena je po projektu bečkog atelijea Fellner i Helmer (koji su projektovali i obližnju zgradu novog gradskog teatra). Izgrađena je za potrebe riječke štedionice (Cassa Comunale di Risparmio Fiume) te za 'Kazinò Patrotiko' (Casinò Patriottico - Patrotsk klub) koji se preselio iz zgrade na Korzu (danas Radio Rijeka). Istoimena palata nalazi se i u Trstu, a Rijeċani su isto tako, u takmičenju sa Trstom, hteli imati svoju model palatu. Građevina je oblikovana u kombinaciji bogatih ukrasnih elemenata preuzetih iz visoke renesanse i kasnog baroka s time da su glavne, južna i severna fasada, više u neobaroknom stilu, dok su fasade okrenute sporednim ulicama, istočno i zapadno, u neorenesansnom duhu.
Monumentalna palata. bogata je skulpturalnim reljefnim ukrasima, dvoetažnim pilastrima, korintskim stupovima te mansardnim prozorima. Autor dekorativne plastike riječki je vajar Injacio (Ignazio) Donegani, a rešetke od kovanog gvožđa na prozorima i stepeništima izvela je radionica Matea Dumičića (Dumiccich). Piano nobile, tj. prvi sprat, zauzeo je drugi sprat sa velikim kamenim balustradama te okruglim prozorima i školjkastim poljima unutar kojih se nalaze biste. Bečki stil gradnje, Bečki ring, uvelike je uticao na celokupnu dekoraciju i stil same palate koje je ravna arhitekturi metropole.
Interijer se također odlikuje neobaroknim karakteristikama, a naročita se raskoš očituje u oblikovanju stepeništa i svečane sale te u upotrebi raznolikog materijala kao što su mermer, štukodekoracije, lamperije, pozlate i levano železo.
Palača Modelo središte je Italijanske unije, a u prizemlju je smeštena periodika i stručna literatura Gradske biiblioteke Rijeka.
Na palati se nalazi i ploča koju je postavio unuk Andrea Lodovica Adamicha na uspomenu na Teatar Adamich koji je na istom mestu delovao do 1882.

### Veli merkat
Veli merkat ili Vela placa (ital. Piazza del Mercato) je naziv za glavnu riječku tržnicu smeštenu na nasutom području između putničke luke (na zapadu) i Mrtvog kanala (na istoka) koja se, pored štandova na otvorenom, sastoji od dva istovetna paviljona i Peškarije (paviljon ribarnice).
Paviljoni riječke tržnice izgrađeni su u razdoblju od 1880. do 1881. prema projektu Izidora Vauhnga (Wauchnig), inžinjera Gradskog tehničkog biroa. Dve jednake građevine paviljonskog tipa postavljene su osovinski jedna iza druge u duljoj osi simetrije i nastavljaju se na Peškariju (ribarnicu).
Unutrašnjost obaju paviljona prema izvornom je projektu zamišljena kao velika i visoka prostorija bez pregrada, s prodajnim „boksovima“ uz vanjski plašt građevine. Samo prostori ulaza i izlaza na prednjim i zadnjim delu obaju paviljona bili su odvojeni od središnje prodajne „dvorane“. Na sredini su bila predviđena i dva zasebna dela koja su također služila za prodaju, a i usmeravala su kretanje kupaca. 
U unutrašnjosti prvog paviljona 1971. je dodan sprat do kojega se dolazi stepenicama u sredini prizemne etaže, a 1974. sprat je dodan i drugom paviljonu, a stepenište je u njemu smešteno u jugoistočnom uglu zgrade. Iznad posebnih prostora u prizemlju ostao je otvoren volumen na prvom spratu omeđen ogradama, gde je kretanje obodno kao i u prizemlju. Te etaže su građene u doba prosperiteta Rijeke, a danaas zjape prazne, a i štandovi na otvorenom su se naglo proredili nakon uvođenja zakonske obaveze fiskalizacje.
Celokupan izgled zgade karakterizuje gvozdena konstrukcija. Izvana se vidi u oblikovanju bočnih fasada koja su zidana u donjem delu i staklenog plašta sa železnim okvirima u gornjem delu. Ovakav način gradnje bio je u to doba čest u komunalnoj izgradnji, a Vauhnig je dobro poznavao savremene konstrukcijske trendove i inovacije. Severne i južne (ulazne) fasade podeljene su na tri registra, od kojih središnji predstavljaju ulazne portale, a bočni zidane površine sa dekorativnim elementima. Osim u prozorskom delu i ukrasima od terakote, fasade paviljona prepoznatljive su maslinasto zelene boje
Ribarnica - Peškeria (ital Pescheria). Prva ribarnica je bila na otvorenom, uz morsku obalu, nedaleko od drvenog mola (ispred današnje palate Bačić - Transjuga) na kojemu su ribari iskrcavali ulov, ribe, rakovi i školjke odnosili na prodaju u košarama sa ledom. Ti plodovi mora su se najpre prodavali na otvorenom, a od 1865. pod krovom. Ta staraa ribarnica, izgrađena na mestu današnjem ribarnice imala je izgled trobrodne bazilike sa povišenom srednjom lađom, očito inspirisana porečkom Eufrazijanom, a srušena 1912. godine.
Kako je stara Peškerija sve manje udovoljavala higijenskim očekivanjima rastućeg grada, odlučeno je izgraditi novu. Posla se prihvatio riječki arhitekt Carlo Pergoli, a radovi su započeli 1913. uoči Prvog svetskog rata. Nakon što je 1914. završena zgrada za skladištenje ribe, radovi na glavnoj građevini protegnuli su se do 1916. Pergoli je u oblikovanju pokazao naklonost bečkoj secesiji. Na to upućuje kamena dekoracija, rad venecijanskog skulptora Urbana Botasa (Bottasso). Radi se o kapitelima, četiri fontane u unutrašnjosti ribarnice te ukrasima na zabatu ulaza. Na kapitelima stupova i na zabatu ulaza Bottasso je isklesao brojan morski životinjski svet, čineći to tako vešto. Kameni rakovi, hobotnice, ribe i školjke ostavljaju dojam živih, pozivajući prolaznika da se približi ribarnici, u kojoj će pouzdano naći nešto za svoj stol. Zgrada je spoj kamena i opeke, pomalo orijentalnog stila.
Atraktvan interijer Peškerije se koristi i kao umetnička pozornica pa su tako rok grupa Grč sa Riječkom filharmonijom održali završni koncert u okviru manifestacije Rijeka EPK 2020 (Evrpski glavni grad kulture), a isto tako na visokom svodu balkona zgrade postavljena je instalacija „Meštri“ češkog umetnika Pavela Mrkusa. Instalaciju čini video segment - projekcija Mrkusove video snimke sa ribarskoj koći za vreme ribarenja u akvatoriju Kvarnerića – koji je popraćen audio segmentom zvukova mora i ribarskog broda kojeg je moguće čuti samo na galeriji ribarnice. Priča je to kojom se odaje počast onima koje se ovde nikada ne vidi, ali bez kojih ribe na stolovima ne bi bilo.

### Turska kuća
Kaza Turka (Casa Turca), tj. Turska kuća izgrađena 1879. smeštena je pored Vele pjace (glavne riječke tržnice).
Kuća je poznata i pod nazivom palata Bartollć-Đeletić-Nikolaides (Bartolich-Gelletich-Nicolaides), prema svojoj vlasnici Riječanki Antoniji Bartolich Gelletich, udovici kapetana Tommasa Gelleticha. Ona se 1891. udala za dvadeset dve godine mlađeg turskog i grčkog konzula Nikolakija Nikolaki Effendija de Nicolaidesa. Godine 1906. na dotad jednostavnoj građevini podignut je četvrti sprat i potkrovlje te redizajnisana fasada u tada pomodnom orijentalnom stilu pod vodstvom arhitekta Karla Konigija (Carlo Conighi), zaslužnog za neke od najreprezentativnijih građevina u Rijeci i Opatiji. Radi se o neobičnoj mešavini istoricizma, secesije i pseudoorijentalnih uticaja sa, u evropskim okvirima, retkim, primerima kaligrafije četiri varijante arapskog pisma (nastalik, sulus, kufi i tugrai) ispisane su muslimanske vjerske formule, ime naručioca i sultanov znak. 
U arhitektonskom oblikovanju vidljiv je uticaj arapske arhitekture i umetnosti. Jedinstvena fasada crveno-žutih horizontalnih pruga obiluje stilizovanim vegetabilnim i geometrijskim ornamentima, šta naslikanim, šta u obliku arhitektonske plastike. Na fasadi se nalaze i slikani prikazi ljudskih figura, ženskih i muških glava, šta je atipično za orijentalnu islamsku kulturu. Muški lik negroidnih crta – moretto, morčić – na Turskoj kući ima ulogu citata i povezanost sa lokalnom tradicijom nakita sa likom Moretta ili Mora, Morĉića.
Obeležja Turske kuće svedoče o multikulturalnoj i multietničkoj Rijeci iz početka XX. veka. Tada se u grad slivao kapital iz cele Evrope, a u Rijeci su delovala čak dvadeset i dva konzulata. Ovaj, istorijski, lingvistički, nacionalno i verski, neobičan grad bio je plodno tle za različite uticaje i stvaranje unikatnih primera arhitekture poput Turske kuće

### Kaza Rosa
Kaza Rosa (Casa Rossa) - Crvena kuća  izgrađena je 1903. prema narudžbi Casse Comunale di Risparmio di Fiume (Gradska štedionica Rijeka) po projektu arhitekta Venčezlava Čeligoja (Venceslao Celligoi),a izvođači radova su riječki arhitekti Karlo Konigi (Carlo Conighi), Đovani Maria Kuret (Giovanni Maria Curet) i Ugo Pagano. Crvena kuća je izgrađena u njegovoj prepoznatljivoj maniri, na prelazu istoricizma u secesiju. Fasadi daje živopisnost crvena fasadna cigla, ritmizovana postavljenim balkonskim konzolama i belim kamenim detaljima. Samostojeća petospratnca sa četiri ulaza je sa južne strane okrenuta moru (luka Portto Baroš), a sa istočne strane Mrtvom kanalu u čijim se vodama odražava njena monumentalna arhitektura.. 

### Mrtvi kanal / Fjumara
Fjumara ili Mrtvi kanal je naziv za staro korito Rječine koje je služilo kao glavna riječka luka. a kanalizovan je nakon izgradnje novog korita Rječine 1855,istočnije.
Kada je Rijeka proglašena za slobodnu luku 1719. briga o uređenju korita Rječine postaje državnom stvari pa se na ušću grade s obje strane gatovi, od kojih je gat na levoj obali produžen za 47 metara. Što je više ušće Rječine napredovalo prema moru opasnost na ulazu u luku bivala je veća, jer se uz nanose rijeke gomilao morski pesak nošen jugom i strujom, tako da je korišċenje ušċa za luku postalo nesigurno, unatoč tome šta su trošena velika sredstva za čišćenje korita. Već 1820 se predlaže kupovina Brajde na levoj obali Rječine radi prokopa njenog novog korita, ali se ta ideja počela da se ostvaruje tek 1854. kada je počeo prokop po pravcu koji bira tok reke kad je njen najviši vodostaj. Kanal je tako postao dobra luka za manje brodove, a i dalje se naziva Fiumara (naziv za Rječinu) uz novo ime Mrtvi kanal, kako su ga nazivali Sušačani. Obe strane kanala imale su izgrađene obale za privez brodova. Svi obalni zidovi izgrađeni su od betona napravljenog santorinskim vezivom, dubine oko 4 metra, u nadmorskom delu sa kamenom oblogom. Ovaj je deo luke bio pristupačan jedrenjacima (i do 1.000 tona) Nova luka se počela graditi od 1846. izgradnjom gata (današnja Riva Boduli) uz nasipavanje mora do obale Mrvog kanala, a kako je veċ 1868. na ton nasutom terenu izgrađena stara ribarnica, radv su ubrzano napredovali.  
Nakon radova iz 1854. godine ostao je između Mrtvog kanala i novog korita Rječine teren trouglastog oblika koji je zbog sličnosti sa grčkim slovom Δ dobio naziv Delta. Taj je teren od 1854. zatrpavan, osobito kada su mađarske državne železnice gradile svoj prometni sustav i železnički most. Delta je 1884. godine zauzimala prostor od 26.684 m², a 1921. godine njena je površina iznosla već 140 hiljada kvadratnh metara. Uz nasipavanje Delte produžavalo se novo korito Rječine, a stari naziv franjevačke Brajde sačuvao se u imenu Brajdica, ali za područje istočno od novog toka.
Prokopom novog toka Rječine i nasipavanjem Delte menja se tradicionalna (istorijska) granica između Rijeke (corpus separatum) i Hrvatske i Slavonije jer Rijeka kupuje taj teren koji se širi nasipavanjem Delte. To se ne menja ni nakon Prvog svetskog rata, kada je Rječina ostala granica između Slobodne Države Rijeka i Kraljevine SHS, sve do 1924. kada su Rimskim sorazumom Kraljevina Italija i Kraljevina SHS podelile teritorij Slobodne Države Rijeka pa je Sušaku (Kraljevini SHS) pripala luka Baroš i Mrtvi kanal, a granica se protezala odmah do platana na desnoj obali Mrtvog kanala.
Železnički pokretni (okretni) most peko Mrtvog kanala je polako gubio svoju funkciju za ulazak i izlazak teretnih brodića (bragoca) nakon izgradnje luke Porto Baroš, a nakon 1945. potpuno prestaje ulazak većih barka. Poslednji put most je okrenut početkom 1969. kada je, kao odraz revolucionarne '68. došlo do velike pobune riječkih dokera pa kako im se ne bi pridružili sušački lučki radnici, okreće se most i milicija blokira pristup riječkoj luci.
Kao mesto za plasman vino i masinovog ulja iz Dalmacije, Fjumara je ušla i u dalmatinsku narodnu pesmu "Kad su se dva Bracanina inkontrala na Fjumeri" (Kad su se dva Bračanna susrela na Fjumari).